# 淄博市体育场
淄博市体育场，是位于淄博市张店区的体育场，体育场兴建于20世纪80年代早期，可容纳20000名观众。由于设施陈旧和交通等原因，在淄博新建了淄博市体育中心体育场后，该体育场于2011年拆除，现为淄博万象汇所在地。
淄博市体育场曾经作为山东泰山队1994年甲A联赛的三个主场之一，之后又承接了山东鲁能泰山的1999年足协杯四分之一决赛和半决赛的主场比赛。

## 其它
张店区体育场街道办事处即得名自淄博市体育场。